# فرنتس کشرو
فرنتس کشرو (انگلیسی: Ferenc Keserű؛ ۲۷ اوت ۱۹۰۳ – ۱۶ ژوئیهٔ ۱۹۶۸) بازیکن واترپلو اهل مجارستان بود.